# Дивит
Дивит (арап. dawat, тур. divit) или калемдан (од тур. kalem – оловка, перо и dan – од, у), перница са мастионицом заједно. Преносиви сет за писање, специјална, најчешће метална, издужена кутија с два спојена дела, једним за мастило (мастионица - арап. hokka), и другим за пера и писаљке (арап. kubur). 

## Делови дивита

### Хока
Хока (мастионица) садржи смотуљак од влакана сирове свиле који упија мастило као сунђер, па и ако се мастионица окрене наопако мастило се не проспе. Поред тога на поклопцу је постојала и реза. Свежањ сирове свиле - лика - није само спречавао изливање мастила већ је одређивао праву количину мастила за писаљку. На зид мастионице је са унутрашње стране наношена мешавина смоле бора и пчелињег воска да мастило не оштети метал и обрнуто. Мастионице неких дивита имале су два дела, један за црно и други за мастило друге боје, обично црвене. Мастионица је ређе могла да има и преграде за три боје. 

### Кубур
У кубуру су биле тршчане писаљке, нож за оштрење писаљки и макта од слоноваче или кости. Кубур, тело дивита правоугаоног или кружног пресека, у коме су писаљке, рађено је ковањем парчета метала или ливењем. База и поклопац такође су ковани или ливени. База је залемљена или заварена, а поклопац је шарком повезан са телом као и поклопац мастионице.

### Макта
У кубуру је била и макта (ужљебљена таблица за оштрење тршчаних писаљки).

### Кутијица за песак
На супротном крају од мастионице понекад је била мала кутија са финим песком који је служио да осуши мастило.

## Израда и украшавање
Дивити су прављени од злата, сребра, томбака (црвенкасто жуте легуре бакра са 20% цинка) стакла, порцелана, моржевих зуба, морске пене (Mg4Si6O15(OH)2 х 6H2O), жада, слоноваче, али најчешће су рађени јефтинији дивити од месинга, а нешто ређе од бакра и гвожђа са инкрустацијама од злата или сребра, или алпаке. 
Дивит је онда украшаван, ређе драгим камењем или обавезно гравиран. Између две шарке поклопца најчешће су рађени цветни мотиви; у средиште цвета понекад је стављан тиркиз или рубин. 
Сребрни дивити су обично украшавани рељефом или нијело техником, а онда су кутија за оловке и мастионица међусобно лемљени или прикивани. Са унутрашње стране поклопца мастионице често су били натписи угравирани или у облику жига, и на страни је био обичај да се угравира Пророков цитат. Натписи унутар поклопца су обично Есма-и Хусна (шест имена Божијих) или Соломонов печат постављен у центру, са именима свете седморице младића ефеских око звезде међу флоралним мотивима. Поред тога честа је била и тугра, жиг за стандард сребра и/или име власника. 
Величина дивита варирала је у зависности од тога како је корисник намеравао да га носи. Они који су ношени за појасом - бел дивити - били су дуги 20-13 cm и имали масу од 600-900 g. Већи дивити овог типа од преко 30 cm су били познат као батал дивити. Они који су ношени у рукаву били су мањи, дуги 15-18 cm, и тешки до 400 g.
Дивит отоманске ере обично је од месинга, бакра или од дрвета (ораховине, ебоновине, маслине). Понекад се материјали комбинују па се у теракоту или гвожђе умећу украси од сребра и злата. 

## Европске аналоге
Везани за Исток и отоманску владавину, дивити се могу упоредити са сличним прибором тога и ранијих доба на Западу као што су scripturale, scriptionale, écritoire. 

## Симболика
Илустровани рукописи приказују неколико различитих типова перница, које су у Централној Азији користили Турци. Познате као дивити, биле су неопходан прибор који је носио сваки образован човек. Дивити из селџучке и отоманске ере често су фино украшене уметничка дела, која су високи државни званичници користили као симбол свог положаја. Златни дивит је, на пример, био један од симбола канцеларије министара или везира код Турака Селџука од XI до XIII века.
Дарови које су поклањали султану дворске занатлије поводом празника и дворских свечаности укључивале су и дивит који су правили дивит-мајстори или кујунџије бакра, а декоратери украшавали што се сазнаје из докумената у библиотеци Топкапи палате. Минијатуре које илуструју церемоније обрезивање за синова султана Мехмеда III 1582. године укључују слике параде еснафа, међу њима приказани су и дивит-мајстори како носе најлепше примерке свога рада.
Често се дивити преношени с колена на колено слично као борбени бодежи у ратничким породицама. У прошлости дивити су занатлијама које су их израђивали омогућавали довољно новца за живот. Богатији и образованији људи у отоманском царству, па и у Србији тог доба носили су дивит као симбол и знак образовања у појасу од бојене вуне (тур. кушак). Право да носе дивит стицали су ученици верских школа када достигну ниво калфе, односно они који су већ обучени за помоћника учитеља у обучавању ђака. Променом одеће после Танзимата, појас се није више носио због чега је и дивит постепено нестао..

## Дивит у српској народној поезији
У српској народној поезији у више песама помиње се дивит. На пример у песмама:
| Марко Краљевић и Филип Маџарин Ал' га чује Змај-Деспоте Вуче, Побратим је Краљевићу Марку, Па се скочи од земље на ноге, Доватио дивит и хартију, Те је ситну књигу написао Ка Прилипу граду бијеломе Побратиму Краљевићу Марку, | Смрт Краљевића Марка Када Марко сактиса оружје, Онда трже дивит од појаса, А из џепа књиге без јазије, ...... Књигу врже на јелову грану, Откуда је с пута на погледу; Златан дивит у бунар бацио; | Марко Краљевић у Азачкој тамници Пишти Марко, до Бога се чује, Па ђевојци био говорио: "Богом сестро, краљева ђевојко! "Донеси ми дивит и хартије, "Да ја китим једну ситну књигу, "Да је пратим у Прилипа к мајци, |

## Речи са кореном дивит
Током османског периода када је сазиван Државни савет званичник познат као деватан (devatdan) постављао је дивит пред везира. Човек племенитог порекла запослен као службеник деватар (devatdar), водио је бригу о његовом дивиту и писаљкама, а служио му је и као писар. Канцеларија великог везира, одмах до одаје Савета, звала се дивит соба.
Од дивит је настала и реч дивитар (турски divitdar) у значењу писар, као и дивитар-ага писар у турској администрацији. 